# Calligrapha androwi
Calligrapha androwi là một loài bọ cánh cứng trong họ Chrysomelidae. Loài này được Clark & Cavey miêu tả khoa học năm 1995.